# Pic Haramosh
Le pic Haramosh est un sommet du Pakistan culminant à 7 397 mètres d'altitude dans le Karakoram.

## Ascension
- 1958 - Première ascension par H. Roiss lors d'une expédition autrichienne.